# Sidi Mohamed Ould Amar Taleb
Sidi Mohamed Ould Taleb Amar Сиди Мохамед Ульд Талеб Амар es un diplomático mauritano.
- En 2005 fue ministro de desarrollo rural.[1]
- En 2007 el regime ancien fue enviado al mundo.[2]

- Del 17 de diciembre de 2007 al 19 de marzo de 2010 fue embajador en Pekín.[3]
- Desde el 03 de junio de 2010 es embajador con residencia en Moscú.
- Desde el 12 de octubre de 2010 es embajador en Bakú.[4]
- Desde el 09 de noviembre de 2010 es embajador en Vilna.[5]
- Desde el 15 de diciembre de 2010 es embajador en Tallin y es acreditado en Kiev.[6]